# Littoral Combat Ship

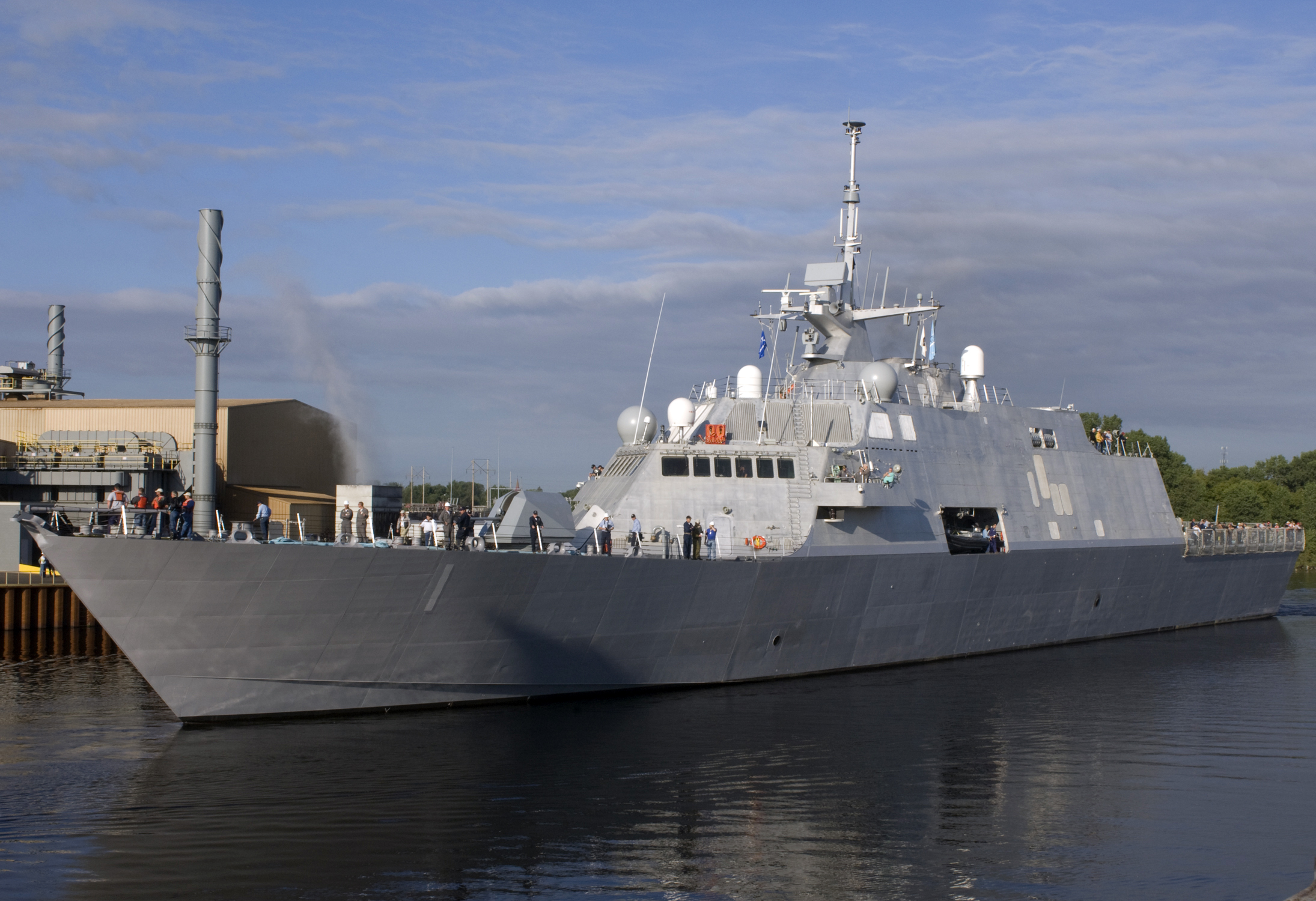
Littoral Combat Ship av Freedom Class

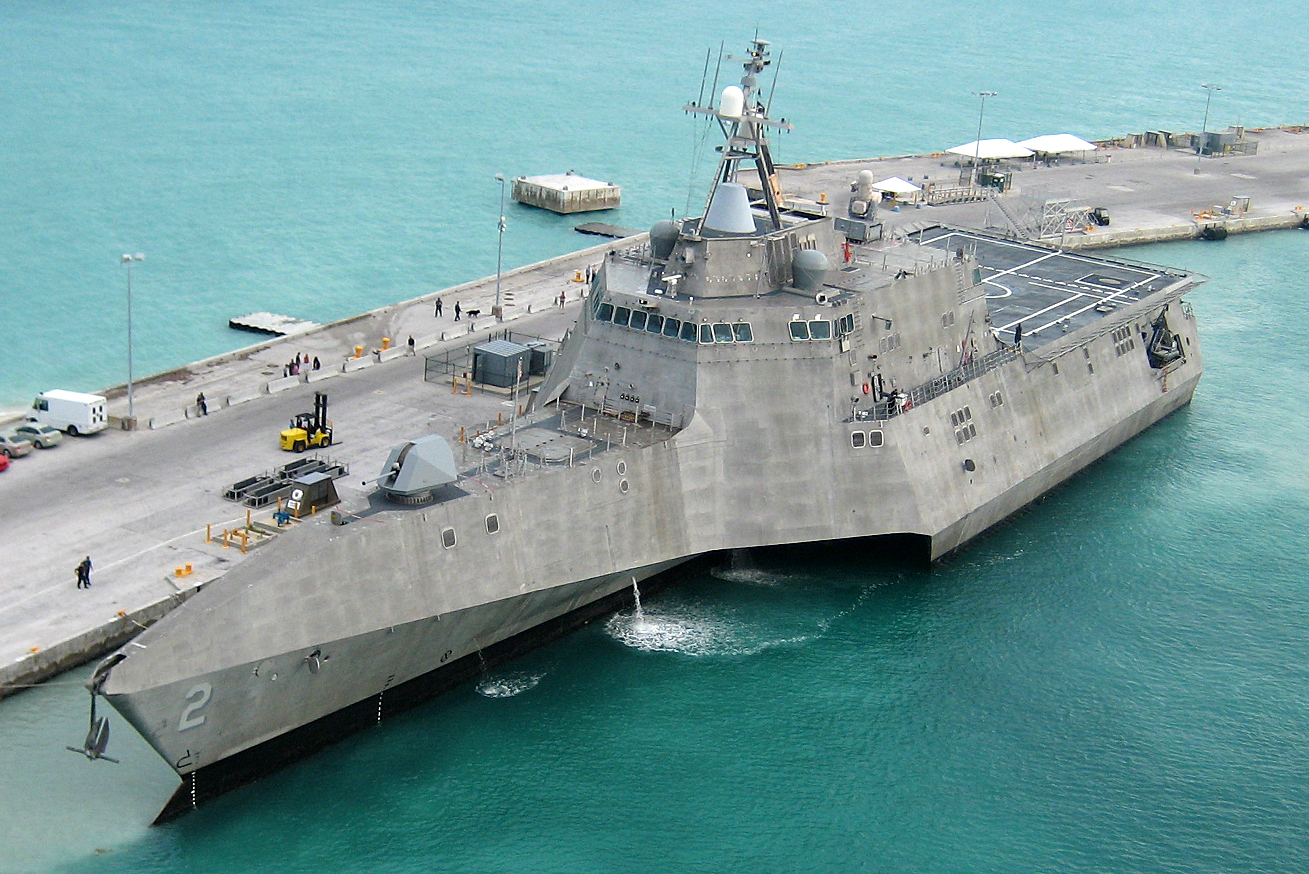
Littoral Combat Ship av Independence Class

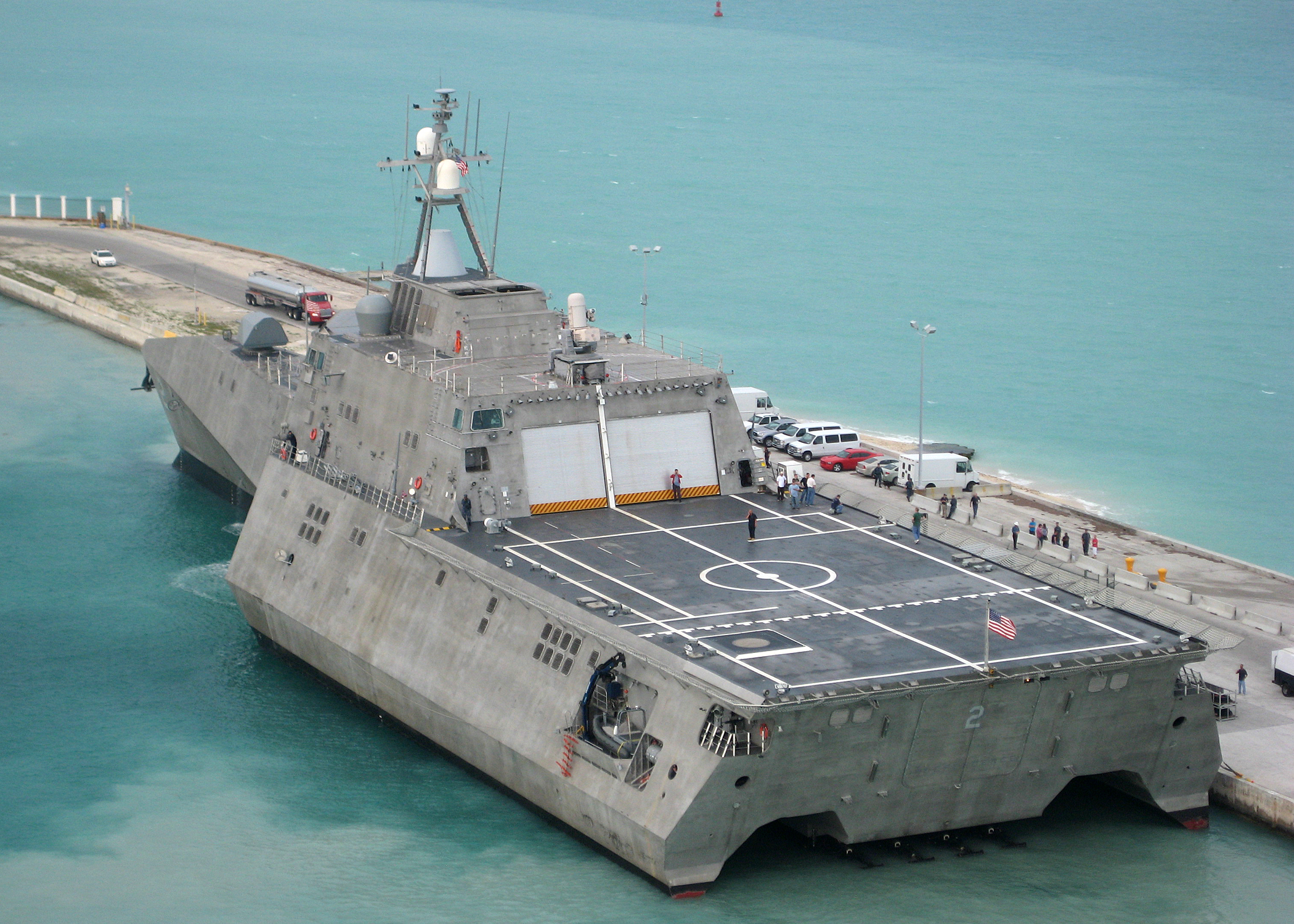
Littoral Combat Ship av Independence Class sett akterifrån

Littoral Combat Ship (ungefär kustfartskorvett) är en förhållandevis ny typ av krigsfartyg i den amerikanska marinen. Det är avsett för asymmetrisk krigföring i fientliga kusttrakter. Totalt planeras att inköpa 32 enheter av två skilda klasser. I amerikanska flottan ersätter dessa fartyg fregatter av Oliver Hazard Perry-klass.
Freedom klass- och Independence klassfartyg är de först framtagna typerna för Littoral Combat Ship. Fartygen i båda klasserna är något mindre än den amerikanska marinens Oliver Hazard Perry-klass av fregatter, men större än Cyclone-klass patrullfartyg. De kan transportera anfallsutrustning och har ett flygdäck med hangar som kan härbärgera två SH-60 eller MH-60 Seahawk-helikoptrar, en akterramp som kan betjäna småbåtar och en fraktvolym för att klara en liten anfallsstyrka med stridsfordon i en hamn med möjlighet för roll-on/roll-off. Standardbeväpning inkluderar missiler av typ RIM-116 (Rolling Airframe Missiles). Fartygen är också utrustade med obemannade luft-, yt- och undervattensfarkoster. De har svagare vapen för luftförsvar och mot fartyg än jagare, och förlitar sig mer på hastighet och litet djupgående. 